# Поліщук Микола Єфремович
Мико́ла Єфре́мович Поліщу́к (нар. 2 травня 1944, с. Лип'ятин, Хмільницький район, Вінницька область) — народний депутат України 4-го скликання (звільнений достроково), колишній Міністр охорони здоров'я України (6 місяців). Доктор медичних наук (1986), професор (1991), член-кореспондент АМНУ (травматологія, квітень 1997), президент Товариства Червоного Хреста України.

## Біографія
Українець; батько Єфрем Мусійович (1911—1963) і мати Єлизавета Василівна (1917—1999) — селяни; дружина Людмила Леонідівна (1950) — пенсіонерка; дочка Оксана (1974) — лікар Київської національної медичної академії післядипломної освіти імені П. Шупика; син Максим (1976) — економіст, підприємець; син Володимир (1980) — економіст, асистент Київського національного економічного університету.
Освіта: Ужгородський державний університет, медичний факультет (1969), лікар; докторська дисертація «Забої головного мозку в осіб різного віку».
- 1961—1963 — учитель математики Лип'ятинської 8-річної школи.
- 1963—1969 — студент Ужгородського державного університету.
- 1966—1969 — медбрат неврологічного відділення Ужгородської обласної лікарні.
- 1969—1970 — лікар-анестезіолог Великоберезнянської райлікарні Закарпатської області.
- 1970—1972 — клінічний ординатор, 1972—1974 — аспірант Київського НДІ хірургії.
- 1974 — лікар-нейрохірург Київського НДІ нейрохірургії.
- 1974—1983 — асистент кафедри нейрохірургії Київського інституту удосконалення лікарів.
- 1983—1992 — старший науковий працівник Київського НДІ нейрохірургії.
- 1992—1995 — директор клініки невідкладної нейрохірургії, заступник генерального директора Науково-практичного об'єднання швидкої медичної допомоги та медицини катастроф.
- З липня 1993 — завідувач кафедри нейрохірургії Київської медичної академії післядипломної освіти імені П. Шупика.

Народний депутат України 4-го скликання з квітня 2002 до липня 2005, виборчій округ № 214, м. Київ, висунутий Блоком Віктора Ющенка «Наша Україна». «За» 15.29 %, 26 суперників. На час виборів: завідувач катедри нейрохірургії Київської медичної академії післядипломної освіти імені П.Шупика, член ПРП. Член фракції «Наша Україна» (з травня 2002). Голова Комітету з питань охорони здоров'я, материнства та дитинства (з червня 2002). Склав депутатські повноваження 7 липня 2005.
4 лютого — 27 вересня 2005 — Міністр охорони здоров'я України в першому уряді Юлії Тимошенко.
Березень 2006 — кандидат у народні депутати України від Блоку «Наша Україна», № 100 в списку. На час виборів: завідувач кафедри нейрохірургії Київської медичної академії післядипломної освіти, член НСНУ.
Вересень 2006 — січень 2007 — радник Президента України.
Головний нейрохірург УОЗ м. Києва (1985).
Голова філії нейрохірургів м. Києва (1985).
Голова комісії з підготовки нейрохірургів Української асоціації нейрохірургів.
Президент Всеукраїнської громадської асоціації боротьби з інсультами.
Головний редактор журналу «Судинні захворювання головного мозку».
Завідувач кафедри Київської національної медичної академії післядипломної освіти імені П. Шупика, завідувач кафедри нейрохірургії (з липня 1993); радник Президента України (січень 2008 — березень 2010); член Ради НСНУ (з липня 2005); голова Національної ради з питань охорони здоров'я населення України (з лютого 2007).
Заслужений діяч науки і техніки України (1994). Орден князя Ярослава Мудрого V ст. (травень 2004). Ордени Святого Володимира, Нестора Літописця. Почесний громадянин міста Києва (2004). Державний службовець 1-го рангу (жовтень 2006).
Почесний професор Тернопільського національного медичного університету імені І. Я. Горбачевського.

## Доробок
Автор (співавтор) близько 400 наукових праць, зокрема 20 монографій, 20 винаходів. Розробив і підготував до прийняття понад 50 законопроєктів. Підготовив близько 40 кандидатів і 2 докторів наук.